# Turó de Can Gordi
El Turó de Can Gordi és una muntanya de 593 metres que es troba al municipi de Santa Pau, a la comarca catalana de la Garrotxa.